# Do You Want to Know a Secret
Pistes de Please Please Me
Baby It's You A Taste of Honey
Do You Want to Know a Secret est une chanson des Beatles signée Lennon/McCartney, parue en 1963 sur l'album Please Please Me. Il s'agit d'une composition de John Lennon inspirée par le dessin animé Blanche-Neige et les Sept Nains de Walt Disney.
Enregistrée au cours d'une session marathon du 11 février 1963, elle est interprétée par George Harrison. Elle fait également l'objet d'un single de Billy J. Kramer & the Dakotas, qui se place en 2e position dans les charts, derrière un single des Beatles. La version de ces derniers sort également en single aux États-Unis. Plusieurs reprises de la chanson ont également vu le jour.

## Genèse
Do You Want to Know a Secret est composée par John Lennon début 1963, peu après son mariage avec Cynthia Powell, dans un petit appartement prêté au couple par le manager Brian Epstein. Le secret en question est en effet une déclaration d'amour à son épouse. Il s'inspire pour cela d'une chanson du dessin animé de Walt Disney Blanche-Neige et les Sept Nains que lui chantait sa mère Julia. Interprétée par l'héroïne au début du film, elle dit en effet : « Wanna know a secret ? Promise not to tell ? », paroles reprises dans la chanson des Beatles. Selon George Harrison, la chanson s'inspire également pour la musique du titre I Really Love You des Stereos, qui avait connu un certain succès en 1961.

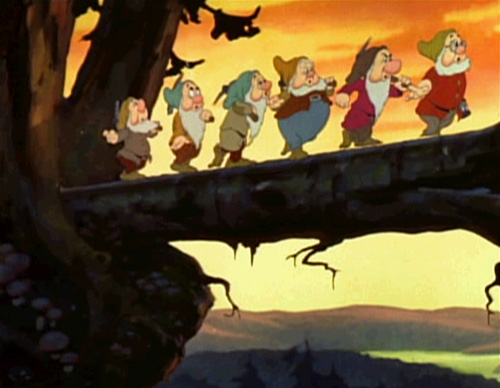
Do You Want to Know a Secret a été inspirée par une chanson du dessin animé Blanche-Neige et les Sept Nains de Walt Disney.

Une maquette de la chanson est enregistrée par John Lennon à la guitare, dans ses toilettes (le bruit de la chasse d'eau étant parfaitement audible à la fin de la bande). La chanson est dans un premier temps offerte à Billy J. Kramer & the Dakotas qui en enregistre finalement un single, mais les Beatles décident également de l'enregistrer.

## Enregistrement
Comme la majorité des chansons de l'album Please Please Me, Do You Want to Know a Secret est enregistrée au cours d'une session marathon de plus de dix heures le 11 février 1963 dans le studio 2 des Studios EMI de Londres. Huit prises sont nécessaires pour terminer la chanson.
Les mixages mono et stéréo sont réalisés par George Martin et son équipe le 25 février. Le tout a été enregistré sur des magnétophones deux pistes, et la version stéréo par simplicité, présente les instruments du côté gauche et les voix du droit. Le son stéréophonique n'était pas très utilisé à l'époque, et la version mono est souvent, pour cela, considérée comme meilleure.

### Interprètes
- George Harrison : chant, guitare solo
- John Lennon : chœurs, guitare rythmique
- Paul McCartney : chœurs, guitare basse
- Ringo Starr : batterie

### Équipe de production
- George Martin : producteur
- Norman Smith : ingénieur du son
- Richard Langham : ingénieur du son (enregistrement)
- A.B. Lincoln : ingénieur du son (mixage)

## Parution

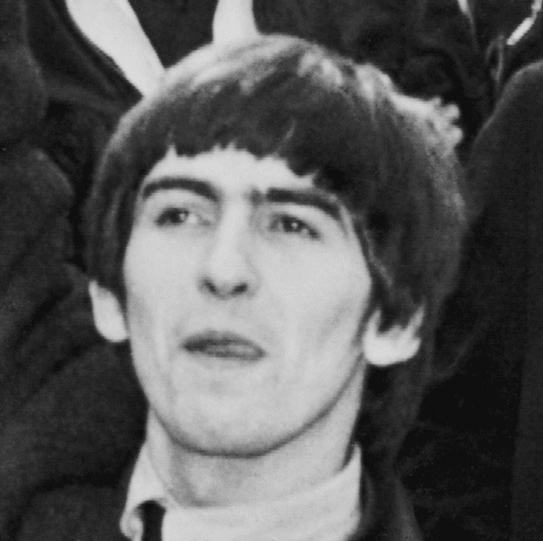
George Harrison interprète Do You Want to Know a Secret, adaptée à son registre alors limité.

Au Royaume-Uni, le 22 mars 1963, Do You Want to Know a Secret sort sur la face B de l'album Please Please Me qui se classe en tête des charts pendant trente semaines. Aux États-Unis, elle paraît sur l'album Introducing... The Beatles publié par le label Vee Jay. Un an plus tard, le 23 mars 1964, la chanson est éditée en single aux États-Unis par le même label avec Thank You Girl en face B. Le mois suivant, elle se classe à la seconde place du hit-parade, juste  derrière Can't Buy Me Love. Après avoir récupéré les droits des chansons du disque Please Please Me, Capitol Records sortira cette chanson le 22 mars 1965 sur le disque The Early Beatles. 
Enregistrée à six reprises dans les studios de la BBC, la version du 10 juillet 1963, pour une mise en ondes le 30 à l'émission Pop Go the Beatles (en), est publiée sur On Air - Live At The BBC Volume 2. Jouée plus rapidement et avec une finale au lieu d'un fondu en fermeture, on remarque aussi que la qualité du chant de Harrison y est beaucoup plus élevée que sur la version de l'album.

### Publication en France
La chanson arrive en France en octobre 1963 sur la face A d'un 45 tours EP (« super 45 tours »), accompagnée  de She Loves You ; sur la face B figurent Twist And Shout et A Taste of Honey. La photo de la pochette est de Fiona Adams (en), identique à celle du EP britannique Twist and Shout,.

## Reprises
Billy J. Kramer & the Dakotas publient également la chanson en single le 26 avril 1963, avec I'll Be on My Way (autre composition de Lennon/McCartney). Le single se classe en deuxième place au Royaume-Uni, derrière From Me to You single des Beatles.
La chanson a notamment été reprise par Sonny Curtis, Mary Wells, Count Basie et une vingtaine d'autres artistes. Lucky Blondo l'a également reprise sous le titre J'ai un secret à te dire en 1963.

## Analyse musicale
Do You Want to Know a Secret est une des premières ballades composées par les Beatles. Elle est chantée par George Harrison, comme l'explique Lennon : « Je l'ai écrite et donnée à George pour qu'il la chante. J'ai pensé qu'elle serait bonne pour lui, car elle n'était construite que sur trois notes et que ce n'était pas le meilleur chanteur au monde. Il s'est énormément amélioré depuis ; mais à cette époque, il avait vraiment peu de capacités. »
La chanson débute par une phrase d'introduction, puis passe sur le refrain, auquel suit un pont puis revient le refrain. Les paroles sont simples : « Veux tu connaître un secret ? Je suis amoureux de toi. » Lors du refrain, Lennon et McCartney font des harmonies vocales sur le thème « Doo Daa Doo ».